# Dąbrówka (powiat niżański)
Dąbrówka – wieś w Polsce położona w województwie podkarpackim, w powiecie niżańskim, w gminie Ulanów.
| SIMC    | Nazwa                  | Rodzaj     |
| ------- | ---------------------- | ---------- |
| 0809115 | Bagno                  | przysiółek |
| 0809109 | Górka                  | część wsi  |
| 0809121 | Majdan Dąbrówszczański | przysiółek |
| 0809138 | Podbuk                 | przysiółek |
| 0809144 | Ruda Tanewska          | przysiółek |

W latach 1954–1959 wieś należała i była siedzibą władz gromady Dąbrówka, po jej zniesieniu w gromadzie Wólka Tanewska. W latach 1975–1998 miejscowość należała administracyjnie do województwa tarnobrzeskiego.
Miejscowość jest siedzibą rzymskokatolickiej parafii św. Onufrego i Niepokalanego Serca NMP należącą do dekanatu Ulanów. Wcześniej była to siedziba parafii greckokatolickiej od XVIII do XX w. należąca do dekanatu Leżajsk. Jej powstanie było związane ze sprowadzeniem Rusinów z okolic Lwowa, którzy mieli wybudować dwór w Zarzeczu i osiedli właśnie w Dąbrówce.

## Zabytki
- Dawna cerkiew greckokatolicka z 1764, obecnie kościół parafialny.
- Cmentarz parafialny